# Traffico

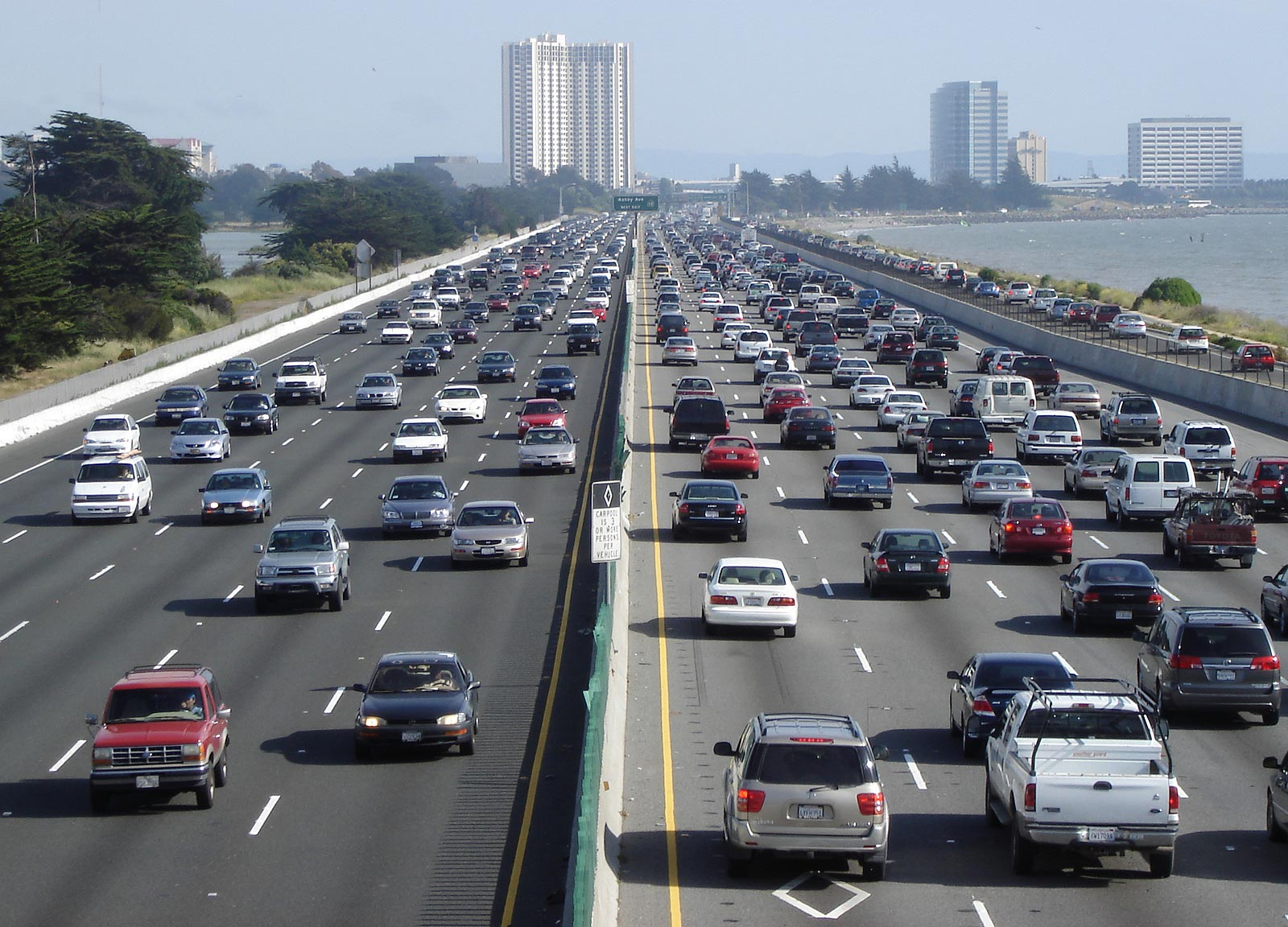
Traffico sulla Interstate 80 presso Berkeley, California (2005)

Il traffico è il movimento di veicoli su una rete di trasporto (stradale, ferroviaria, marittima, aerea). È regolato da norme specifiche per la sua corretta e sicura organizzazione. Lo studio del traffico rientra nell'ingegneria del traffico.

## Quantificazione
Il termine traffico indica anche la quantità di veicoli in circolazione in una determinata area o su una strada.
In situazioni di traffico intenso, si verificano fenomeni di congestione, per cui i veicoli si allineano in coda, subendo un allungamento del tempo di percorrenza (ritardo), e quindi una diminuzioni della velocità commerciale dei veicoli.

Traffico a largo Chigi, Roma (1939)

Lo studio matematico dei fenomeni legati al traffico è basato sulla teoria delle code. Il traffico viene quindi modellato come un processo stocastico, ad esempio un processo definisce i tempi di arrivo dei veicoli che entrano da un determinato varco, ed un altro processo definisce il tempo impiegato per compiere un percorso.

## Altri ambiti

### Telecomunicazioni
In telecomunicazioni il termine traffico indica la quantità di dati immessa in input in una rete di telecomunicazioni o un apparato di rete (traffico offerto) per essere poi trasmessa, o la quantità di dati in output trasportati dalla rete o in uscita da un apparato di rete (traffico smaltito), mentre la differenza tra i due tipi di traffico, ovvero il traffico che la rete non riesce a smaltire e che viene dunque rifiutato o non consegnato, è detta traffico perso.

### Traffico web
Il traffico web, in informatica, si intende l'analisi tecnica dei dati (web server traffic analysis) per effettuare la misurazione degli accessi (l'audience di visite/contatti), la quantità delle pagine richieste, i percorsi di navigazione tra le stesse (clickstream), i modelli di comportamento online degli utenti, le configurazioni tecniche proprie dei dispositivi che effettuano la connessione ai contenuti di un sito (testo, immagini digitali, filmati), la modalità in cui viene registrato un sito all'interno di un server.